# Расинг (волейбольный клуб, Канны)

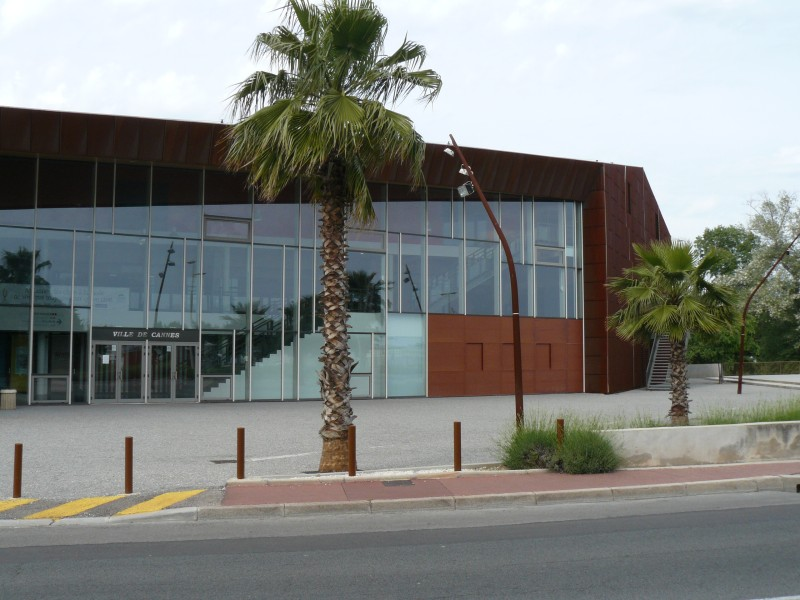
Palais des Victoires

Расинг Клуб де Канн (фр. Racing Club de Cannes) — французский женский волейбольный клуб из города Канны. Основан в 1942 году. Играет в волейбольном зале «Palais des Victoires» («Дворец побед»). Самый успешный французский клуб, бессменно побеждал в чемпионатах Франции 1998—2015 годов (18 раз подряд) и Кубках Франции 2003—2014 (12 раз).

## Достижения (женский)
- Чемпион Франции (21 раз): 1995, 1996, 1998, 1999, 2000, 2001, 2002, 2003, 2004, 2005, 2006, 2007, 2008, 2009, 2010, 2011, 2012, 2013, 2014, 2015, 2019
  - Серебряный призёр чемпионата (8 раз): 1967, 1968, 1972, 1989, 1994, 1997, 2016, 2018
- Обладатель Кубка Франции (20 раз): 1996, 1997, 1998, 1999, 2000, 2001, 2003, 2004, 2005, 2006, 2007, 2008, 2009, 2010, 2011, 2012, 2013, 2014, 2016, 2018
  - Финалист Кубка (5 раза): 1988, 1994, 1995, 2002, 2015
- Победитель Лиги чемпионов ЕКВ: 2001/02, 2002/03
  - Финалист Лиги чемпионов ЕКВ (2 раза): 2005/06, 2011/12
  - Финалист Кубка обладателей кубков: 1997/98
- Победитель Top Volley International (6 раз): 1993 (декабрь), 1995, 1999, 2002, 2005, 2012
  - 2-е место Top Volley International (5 раз): 1996, 1998 (декабрь), 2001, 2009, 2011

## Достижения (мужской)
- Чемпион Франции: 1942 (зона «Юг»)

## История
Спортивный клуб «Расинг» в Канне был основан в 1922 году. Волейбольная секция открыта во время Второй мировой войны в 1942 году. В год своего основания мужской клуб выиграл чемпионский титул в южной зоне Франции Режим Виши. Самым известным игроком клуба был Анри Пасканини. Мужской клуб просуществовал недолго и был расформирован в 1948 году.

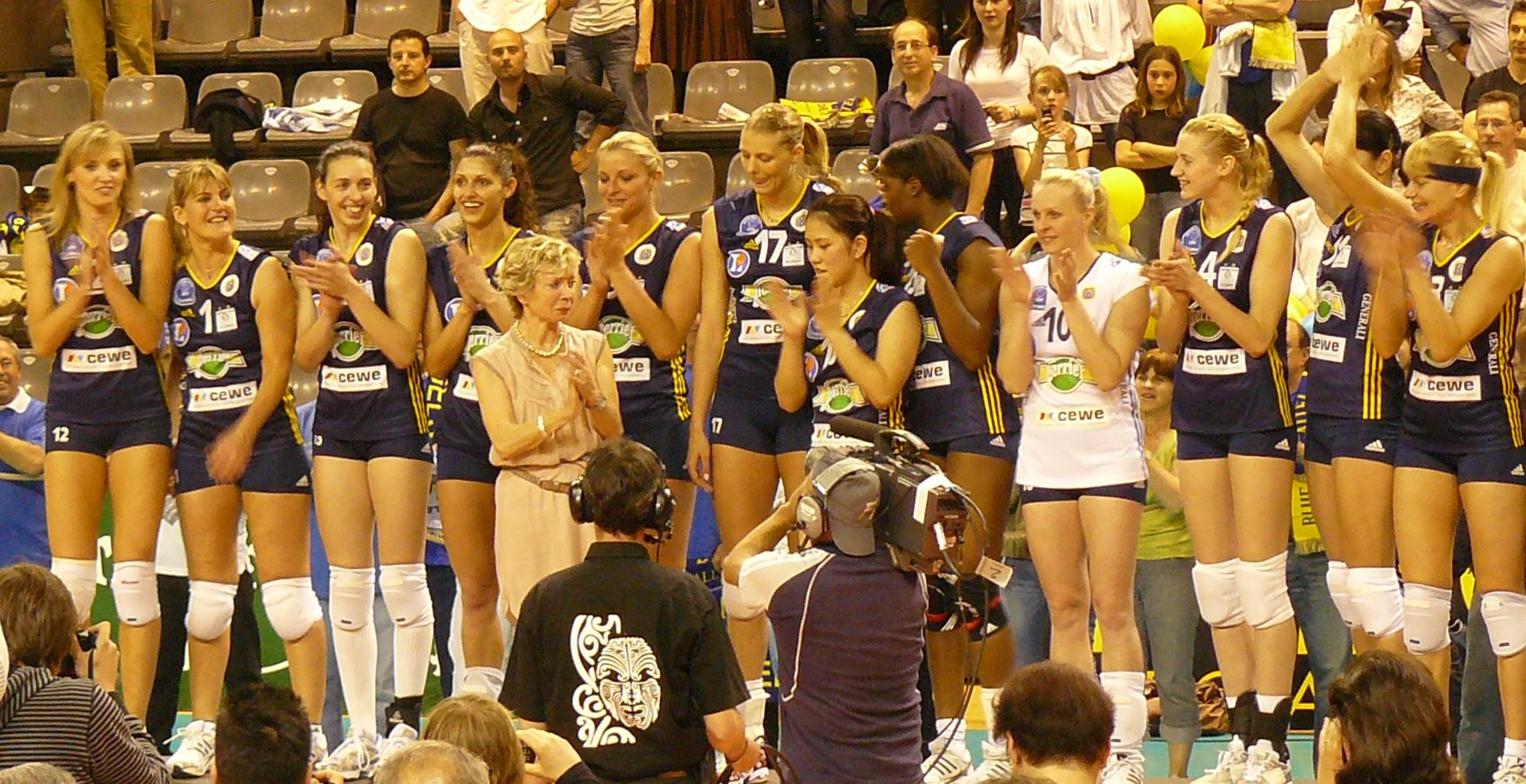
РК де Канн — чемпион Франции 2009

Наибольших своих успехов женский клуб добился под руководством президента-женщины Анни Куртад (была сопрезидентом Патрика Лефевра в 1990—1992 годах, одна — с 1993 года) и китайского тренера Яна Фаня (1993—2016), «китайского волшебника», как называли его во Франции. За это время клуб выиграл все свои высшие награды, что сделало его самым титулованным во Франции среди клубов по всем видам спорта. Команда до 2005 года выступала в зале имени Андре Анри «Le Palais des Sports André Henry», когда переехала в новый зал «Palais des Victoires».

## Состав
Сезон 2013/2014
| №           | Имя                | Год рождения | Рост        |             |             |
| Центральные | Центральные        | Центральные  | Центральные | Центральные | Центральные |
| ----------- | ------------------ | ------------ | ----------- | ----------- | ----------- |
| 3           | Фрейя Альбрехт     | 1990         | 187         |             |             |
| 5           | Леа Стёперар       | 1995         | 188         |             |             |
| 10          | Лаура Партенио     | 1991         | 182         |             |             |
| 12          | Виктория Равва     | 1975         | 189         |             |             |
| 16          | Милена Рашич       | 1990         | 191         |             |             |
| 17          | Корина Сушке-Фойгт | 1983         | 188         |             |             |
| 19          | Нека Оньеджекве    | 1989         | 189         |             |             |
| Связующие   |                    |              |             |             |             |
| 7           | Ана Антониевич     | 1987         | 185         |             |             |
| 8           | Илка ван де Вивер  | 1993         | 180         |             |             |

| №                         | Имя              | Год рождения | Рост       |            |            |
| Нападающие                | Нападающие       | Нападающие   | Нападающие | Нападающие | Нападающие |
| ------------------------- | ---------------- | ------------ | ---------- | ---------- | ---------- |
| 1                         | Татьяна Бокан    | 1988         | 185        |            |            |
| 2                         | Марет Гротхейс   | 1988         | 180        |            |            |
| 11                        | Александра Лазич | 1994         | 191        |            |            |
| 13                        | Надя Чентони     | 1981         | 191        |            |            |
| 14                        | Ребекка Лазич    | 1994         | 184        |            |            |
| 18                        | Ева Янева        | 1985         | 185        |            |            |
| Либеро                    |                  |              |            |            |            |
| 6                         | Дебора Ортшитт   | 1987         | 165        |            |            |
| 9                         | Кьяра Арканджели | 1983         | 165        |            |            |
| Главный тренер — Ян Фанг  |                  |              |            |            |            |
| Ассистент — Матьё Бюраван |                  |              |            |            |            |

## Известные игроки
- Виктория Равва (1995—2015)
- Симона Риньери (2003—2004)
- Надя Чентони (с 2007)
- Валентина Фьорин (2008—2010)
- Ева Янева (2005—2010, 2013—2014)
- Страшимира Филипова (2006—2009)
- Чжан Юйхун (2002—2003)
- Елена Николич (2004—2005)
- Юко Сано (2004—2006)
- Акико Ино (2007—2009)